# Jugh
Jugh (język jugski) – wymarły język należący do jenisejskiej rodziny językowej. Występował na terenie środkowej Syberii. Język jugh posiadał strukturę aglutynacyjną, zbliżoną do istniejącego języka keckiego. Ostatni użytkownik języka jugh zmarł w 1996 roku. Według innych źródeł obecnie żyje jeszcze trzech użytkowników tego języka, są to jednak osoby w wieku podeszłym.
Bywał uznawany za dialekt języka ketyjskiego.